# 陈成秀
陈成秀（1948年11月—），汉族，中华人民共和国企業家、政治人物，第十一届、第十二届全国政协委员。

## 生平
出生於新加坡，祖籍福建泉州。
担任香港大庆集团有限公司董事长、厦顺铝箔有限公司董事长兼总经理。2008年，当选第十一届全国政协委员，代表中华全国归国华侨联合会，分入第二十五组。